# Toto Tamuz
Toto Adaruns Tamuz Temile (hebr. טוטו תמווּז; ur. 4 stycznia 1988 w Warri) – izraelski piłkarz pochodzenia nigeryjskiego, napastnik. Piłkarz Hapoelu Tel Awiw, reprezentant Izraela. grający ostatnio dla Petrolulu Ploeszti. 

## Lata dzieciństwa
Toto Adaruns Tammuz Temile urodził się w Nigerii, lecz w roku 1990 wraz z matką przeprowadził się do Izraela, gdzie jego ojciec (Clement Temile - legenda nigeryjskiej piłki) grał w drużynie Beitaru Netanya. Kiedy klub, w którym Temile zarabiał na życie bankrutował i przestał wypłacać pensji piłkarzom jego rodzice wrócili do ojczyzny, zostawiając „tymczasowo” trzyletnie wtedy dziecko pod opieką kolegów z drużyny jego ojca. Jak się później okazało już po niego nie wrócili.
Został adoptowany (nieoficjalnie) przez Orit Tamuz, która podjęła się trudu wychowania młodzieńca. Stąd jego hebrajskie nazwisko. Jako młody chłopak postanowił pójść w ślady ojca - trenował z juniorskim zespołem Hapoelu Petach Tikwa. Jego debiut w seniorskiej piłce datowany jest na sezon 2005/06, kiedy to wszedł na boisko w meczu z FC Aszdod i zafascynował izraelska opinię publiczną strzelając 2 bramki.

## Obywatelstwo Izraela
Mimo iż większość swojego życia spędził w Izraelu, miał status nielegalnego imigranta i prawnie nie mógł ubiegać się o obywatelstwo tego kraju. Jego legalny pobyt w kraju był niemożliwy do czasu, gdy minister spraw wewnętrznych Ruhama Avraham zagwarantował Tammuzowi wizę, która zapewniła mu tymczasowy pobyt przez trzy lata.
Po wystosowaniu petycji do FIFY, głoszącej, iż Toto nie posiada innego obywatelstwa, piłkarz otrzymał pozwolenie na grę w reprezentacjach narodowych Izraela, pod warunkiem otrzymania paszportu tego państwa. Po ukończeniu 18 roku życia Tammuz otrzymał pełne obywatelstwo Izraela. Sam piłkarz od dziecka uważał się za Izraelczyka i deklarował, że chce grać tylko w jego reprezentacji.

## Kariera klubowa
Toto podpisał kontrakt z Ronenem Katzavem - jego nowym agentem. Po wielu deklaracjach, że nie interesują go duże pieniądze na kontrakcie, zerwał także z plotkami o transferach do innej drużyny, niż Beitar Jerozolima. Po oficjalnym podpisaniu kontraktu z Beitarem, Toto Tamuz musiał zdobyć wizy do Holandii i Rumunii, aby mógł dołączyć do obozów treningowych Beitaru, jednak gdy otrzymał paszport Izraela, problemy się rozwiązały.
W 2010 Tamuz podpisał kontrakt z Hapoelem Tel Awiw. W sezonach 2010/2011 i 2011/2012 zdobył z nim dwa Puchary Izraela. W lipcu 2013 roku odszedł do Urału Jekaterynburg, gdzie jednak grał tylko do lutego 2014, kiedy to przeszedł do Petrolulu Ploeszti. Z klubem tym występował w Lidze Europy. Wiosną 2016 r. nie grał w piłkę po rozwiązaniu kontraktu z rumuńskim klubem, a od lata występował w Hunan Billows, chińskim klubie z niższej ligi. Spędził w nim pół roku, po czym od stycznia 2017 r. powrócił do Hapoelu Tel Awiw.
W lipcu 2017 r. Hapoel wytransferował piłkarza, m.in. na skutek awantury i bijatyki w szatni, w trakcie której Tamuz uderzył policjanta i został zatrzymany. Toto Tamuz ponownie podpisał kontrakt z Petrolulem Ploeszti, ale po kolejnym pół roku, w sttyczniu 2019 r. kontrakt ten został rozwiązany,
Od stycznia 2019 r. pozostawał bez klubu.

## Kariera reprezentacyjna
Reprezentował Izrael w kategoriach U-18, U-19 i U-21, a następnie w pierwszej reprezentacji. Zdobył bramkę w swoim debiucie w reprezentacji Izraela przeciwko Andorze rozgrywanym 6 września 2006 w ramach eliminacji Mistrzostw Europy 2008. W 10 meczach  (dwa towarzyskie, pozostałe w eliminacjach ME) zdobył dwie bramki, obie strzelił reprezentacji Andory. Po 2017 r. przestał być powoływany.